# Pilot 753 SE
Pilot 753 SE är en svensk lotsbåt som byggdes 1979 som Tjb 753 av Marinteknik Verkstads AB, Östhammar för Sjöfartsverket i Norrköping. Tjb 753 stationerades vid Umeå lotsplats. År 2005 döptes båten om till Pilot 753 SE.